# Главна железничка станица Беч
Главна железничка станица у Бечу је највећа железничка станица у Бечу. Налази се на месту некадашње Јужне железничке станице, Зидбанхоф у округу Фаворитен. Главна железничка станица је профункционисала у пуном капацитету у децембру 2015. године, повезујући главне железничке линије са севера, истока, југа и запада. Са скоро 300.000 путника дневно, ово је најпрометнија међуградска железничка станица у Аустрији. Осим што је проглашена за „најлепшу железничку станицу у Аустрији“ (укупно шест пута; пет година заредом), такође је била друга на ранг листи „10 најбољих железничких станица за удобност путника у Европи“ у истраживању истраживачког центра Избор потрошача.

## Историја

### Планирање
Током 1990-их, појавило се интересовање за реконструкцију бечких железничких станица, посебно Јужне и Источне железничке станице, које су се налазиле у оријентацији под правим углом једни према другој. Разматран је концепт нове интегрисане станице која би заменила обе постојеће станице и која би опслуживала руте север–југ и исток–запад, укључујући три Пан-европска коридора. Архитектонска фирма из Цириха добила је почетни уговор за дизајн новог решења за једну велику интегрисану железничку станицу. Иако планови које је израдила ова фирма не одговарају директно накнадно изграђеној структури станице, архитекте су и даље биле одговорне за велики део пројекта, посебно за дизајн главне хале и железничких перона.
Нова станица, позната као Хауптбанхоф, дизајнирана је као јединствена структура са пролазним платформама (перонима) и као таква способна је да опслужи више возова дневно на много мањем простору од пређашњих Јужне и Источне железничке станице. Хауптбанхоф има директне везе са центром Беча преко линије У1 бечког метроа. Дизајн Главне железничке станице такође садржи широке могућности малопродаје, укључујући шопинг центар од 20.000 квадратних метара позициониран испод нивоа пруга, који може да прими око 100 продавница и ресторана, као и подземни паркинг са простором за око 600 аутомобила и 1.110 бицикала. 
Једна од главне користи од изградње нове станице била је у ослобађању земљишта у центру града које су раније заузимала два бивша железничка терминала. Значајне инвестиције су привучене из неколико извора. Конкретно, на овом месту је изграђено ново седиште Ерсте Груп Банке и корпоративног седишта Аустријских савезних железница, заједно са новом стамбеном четврти названом Сонвенд фиртел од 5.000 станова, која може да прими до 13.000 станара.
Градско веће Беча је 15. децембра 2006. дало сагласност за изградњу нове станице на простору некадашњег Зидбанхофа; у то време градске власти су процениле цену пројекта на око 850 милиона евра. Процена за железничку инфраструктуру су изнеле да ће бити изграђено око 100 км нових колосека, као и око 300 скретница и прелаза. Дизајн станице је подразумевао да станица буде енергетски ефикасна и еколошки прихватљива. Уграђене су интегрисана вентилација са контролом емисије угљендиоксида и системи геотермалне енергије, док су прозори и зидови опремљени звучном изолацијом.

### Изградња
Током јуна 2007. године, формално су започети грађевински радови у виду припремних радова, као што је преуређење постојеће Шнелбан станице Зидтиролер Плац (у преводу: Трг Јужног Тирола). Године 2008, Шнелбан и У-Бан станице на овом тргу су повезане у једну целину, док је Зидбанхоф срушен. Овај процес је трајао до 2010. године.
Током 2009. године, Аустријске железнице су доделиле уговор од 220 милиона евра за изградњу Главне железничке станице конзорцијуму предвођеним Штрабагом. У овом тренутку било је предвиђено да прва фаза пројекта буде завршена до 2013. године, док је финализација целокупног пројекта требало да се деси током 2015. Железничку инфраструктуру за пројекат је у великој мери изградило заједничко предузеће Арге Есту-Штетин и Хохтиф Конструкцион, док је кров станице у облику дијаманта поставила грађевинска фирма УНГЕР Стил. Укупни трошкови изградње нове станице су износили око 987 милиона евра; финансиран је преко Аустријских железница, градских власти Беча, Европске уније и могућности продаје новоизграђених некретнина.
Током априла 2010. године, програм изградње је био у пуном јеку. Те године су почели радови на изградњи железничке инфраструктуре на станици. Више од 45.000 кубних метара бетона утрошено је за изградњу темељне плоче објекта као и улаза у подземну гаражу. До краја 2010. године завршене су и носеће конструкције моста и железничких перона. У 2011. години започета је изградња пословних зграда у округу Белведере.

### Отварање станице
6. августа 2012. возови су почели да пролазе кроз нову станицу без заустављања. Током децембра 2012. године, станица је постигла делимичан оперативни статус, што се поклопило са изменом реда вожње 9. децембра и увођењем неких нових траса; као резултат тога, и регионалне и Шнелбан услуге су почеле да користе пероне 9-12, док међуградски возови и даље нису стајали на станици.
Ујутро 10. октобра 2014. године, свечано је отворена Главна железничка станица у Бечу. На церемонији одржаној на станици, присуствовао је аустријски председник Хајнц Фишер. У једном тренутку се очекивало да ће Хауптбанхоф бити у могућности да се у потпуности отвори током децембра 2014. године, међутим, дошло је до кашњења, приписаних тешкоћама у завршетку пасареле, што је значило да станица није била у потпуности оперативна до децембра 2015. До достизања пуног оперативног статуса, предвиђено је да станица може да пропусти 145.000 путника и 1.000 возова дневно.
Главна железничка станица у Бечу има укупно пет острвских перона, сваки перон има пругу са своје леве и десне стране, што чини укупно 10 перона за пристајање возова. Ових пет острва има упечатљиве надстрешнице, дужине отприлике 210 метара и висине између 6 и 15 метара; надстрешнице су изграђене на врху завареног челичног оквира са вијцима, прекривених панелима и ослоњеним у интервалима од по 38 метара попречним чврстим бетонским оквирима, који су обложени челичним лимом. Да би се омогућила висока стопа кретања пешака у станици, присутно је укупно 29 покретних степеница и 14 лифтова који обезбеђују пун приступ свим областима.  Путницима се налази на располагању 800 клупа и столица за седење, док је бесплатан бежични интернет доступан у посебно одређеним зонама. 
У холу станице налази се скулптура Лава светог Марка коју је 1873. године, вајар Јозеф Лајмер направио у осам идентичних примерака. Осам скулпутра је постављено на кров некадашњег Зидбанхофа, као симбол за железничку везу са Венецијом. Шест од осам крилатих камених лавова је уништено у рату, други од два преживела лава налази се у парку замка Лаксенбург. Лав, који је сада поново постављен, био је уклоњен из хола Зидбанхофа на почетку Европског првенства у фудбалу 2008. године.

## Линије возова
На Главну железничку станицу у Бечу стају композиције возова које саобраћају на следећим линијама:

### Међуградске експрес линије
- Хамбург - Хановер - Касел - Нирнберг - Пасау - Линц - Ст. Пелтен - Беч
- Дортмунд - Есен - Диселдорф - Келн - Кобленц - Франкфурт - Нирнберг - Пасау - Линц - Ст. Пелтен - Беч
- Берлин - Хале - Ерфурт - Кобург - Нирнберг - Пасау - Линц - Ст. Пелтен - Беч

### Рејлџет линије
- Цирих - (Брегенц -) Инзбрук - Салцбург - Линц - Ст. Полтен - Беч - (Међународни аеродром Беч) - Ђер - Будимпешта

- (Франкфурт - Штутгарт -) Минхен - Салцбург - Линц - Ст. Полтен - Беч - Ђер - Будимпешта
- Франкфурт - Штутгарт - Улм - Фридрихсхафен - Линдау-Ројтин - Брегенц - Инзбрук - Салцбург - Линц - Ст. Полтен - Беч (- Међународни аеродром Беч)
- Грац - Беч (- Међународни аеродром Беч) - Брецлав - Брно - Пардубице - Праг
- Филах - Клагенфурт - Беч (- Међународни аеродром Беч)
- Беч - Клагенфурт - Филах - Удине - Тревизо - Венеција

### Рејлџет експрес линије
- Беч - Ст. Пелтен - Линц - Салцбург - (Инзбрук - Брегенц - Цирих)/(Минхен)

### Еуро-сити линије
- Беч - Ђер - Будимпешта - Кишкунмајша - Нови Сад - Београд (у плану)
- Беч - Ђер - Будимпешта - Солнок - Орадеа - Клуж-Напока
- Беч - Ђер - Будимпешта - Дебрецен - Захони ( - Кијев)
- Беч - Ђер - Будимпешта
- Беч - Брецлав - Преров - Острава - Бохумин - Катовице - Варшава (- Гдањск - Гдиња)
- Беч - Грац - Марибор - Љубљана
- Беч - Грац - Марибор - Загреб

### Најтџет линије
- Беч - Острава - Вроцлав - Франкфурт/Одер - Берлин
- Беч - Клагенфурт - Филах - Болоња - Фиренца - Рим
- Беч  - Клагенфурт - Филах - Падова - Верона - Милано
- Беч - Линц - Салцбург - Филах - Удине - Венеција
- Беч - Клагенфурт - Филах - Болоња - Фиренца - Пиза - Ливорно
- Беч - Инзбрук - Фелдкирх - Бухс - Цирих
- Беч - Линц - Хановер - Хамбург
- Беч - Линц - Франкфурт - Кобленц - Келн - Диселдорф (- Амстердам / Брисел)
- Беч - Инзбрук - Фелдкирх - Брегенц

### Еуро-најт линије
- Цирих - Бухс - Фелдкирх - Инзбрук - Беч - Будимпешта
- Минхен - Салцбург - Линц - Беч - Будимпешта
- Беч - Брецлав - Преров - Острава - Бохумин - Катовице - Варшава / Краков
- Беч - Кошице

### Ноћни воз Румунских железница
- Беч - Ђер - Будимпешта - Локошаза - Арад - Темишвар - Крајова - Букурешт

### Региоџет
- Беч - Брецлав - Брно - Пардубице - Праг

## Линије Бечке приградске железнице (Шнелбана)
| Списак линија Бечког Шнелбана које стају на Главној железничкој станици у Бечу (стање 2022. године) | Списак линија Бечког Шнелбана које стају на Главној железничкој станици у Бечу (стање 2022. године) | Списак линија Бечког Шнелбана које стају на Главној железничкој станици у Бечу (стање 2022. године) |
| Линија                                                                                              | Траса линије | |
| --------------------------------------------------------------------------------------------------- | --- | --------------------------------------------------------------------------------------------------- |
| | Мајдлинг – Мацлаинсдорфер плац – Хауптбанхоф (перони 1 и 2) – Четврт Белведере – Ренвег – Вин Мите – Пратерштерн – Трајзенгасе – Ханделскај – Флоридсдорф – Генсерндорф – Марчег                                                                     | |
| | Медлинг – Мајдлинг – Мацлаинсдорфер плац – Хауптбанхоф (перони 1 и 2) – Четврт Белведере – Ренвег – Вин Мите – Пратерштерн – Трајзенгасе – Ханделскај – Флоридсдорф – Волкерсдорф – Мистелбах                                                        | |
| | Винер Нојштат – Баден – Мајдлинг – Мацлаинсдорфер плац – Хауптбанхоф (перони 1 и 2) – Четврт Белведере – Ренвег – Вин Мите – Пратерштерн – Трајзенгасе – Ханделскај – Флоридсдорф – Штокерау – Холлабрун                                             | |
| | Винер Нојштат – Баден – Мајдлинг – Мацлаинсдорфер плац – Хауптбанхоф (перони 1 и 2) – Четврт Белведере – Ренвег – Вин Мите – Пратерштерн – Трајзенгасе – Ханделскај – Флоридсдорф – Штокерау – Холабрун – Абсдорф – Хиперсдорф (– Тулн – Тулнерфелд) | |
| | Винер Нојштат – Ебенфурт – Мајдлинг – Хауптбанхоф (перони 1 и 2) – Грилгасе – Кледеринг – Химберг – Граматнојзидл – Траутсмандорф на Лајти – Сарасдорф – Вилфлајнсдорф – Брук на Лајти                                                               | |
| | Хителдорф – Шпајзинг – Мајдлинг – Мацлаинсдорфер плац – Хауптбанхоф (перони 1 и 2) – Симеринг – Хајдештрасе – Пратеркај – Штатлау – Ерцхерцог Карл штрасе – Хирштетен – Асперн Норд                                                                  | |

## Локални градски превоз
Главну железничку станицу у Бечу опслужују следеће службе градског превоза:
- У-Бан: Линија

- Трамвај: Линије D, 0 и 18
- Аутобус: 13А, 69А
- Ноћна аутобуска линија: N66
- Аутобуска линија до бечког аеродрома
- 12 приградских аутобуских линија

## Слике изградње
- Рана фаза, 2010. година
- Рана фаза, 2011. година
- 27. април 2011.
- У јануару 2012
- У августу 2012
- У октобру 2012